# CS Entité Manageoise
CS Entité Manageoise is een Belgische voetbalclub uit Manage. De club is aangesloten bij de KBVB met stamnummer 8470 en heeft blauw als kleur. De club speelt sinds 2024 in de Tweede afdeling.

## Geschiedenis
In 1976 sloot CS Faytois uit Fayt-lez-Manage zich aan bij de Belgische Voetbalbond. De club ging er in de provinciale reeksen spelen. De clubnaam werd later CS Fayt-Manage.
In het eerste decennium van de 21ste eeuw maakte de club opgang in de provinciale reeksen. Na een titel in Derde Provinciale in 2001 promoveerde Fayt-Manage naar Tweede Provinciale en enkele seizoenen later steeg men verder naar Eerste Provinciale. Ook op het hoogste provinciale niveau zette men goede resultaten neer en in 2007 haalde men er al de eindronde, weliswaar zonder succes. In 2008 werd de clubnaam CS Entité Manageoise. In 2011 werd men vierde en behaalde de club opnieuw een plaats in de eindronde. Manageoise won die provinciale eindronde en mocht zo naar de interprovinciale eindronde, waar het echter werd uitgeschakeld door RJS Bas-Oha.
In 2016 promoveerde de club uiteindelijk toch naar Derde klasse amateurs (later Derde Afdeling genoemd), waar het sindsdien een vaste waarde is . 

## Resultaten
| 2015/16 |  |  |  |    |    | 2 |  | Eerste Prov. Henegouwen      | 55 | Promotie                                                        |
| 2016/17 |  |  |  |    | 7  |   |  | Derde klasse amateurs ACFF A | 35 |                                                                 |
| 2017/18 |  |  |  |    | 8  |   |  | Derde klasse amateurs ACFF A | 41 |                                                                 |
| 2018/19 |  |  |  |    | 7  |   |  | Derde klasse amateurs ACFF A | 47 |                                                                 |
| 2019/20 |  |  |  |    | 11 |   |  | Derde klasse amateurs ACFF A | 31 |                                                                 |
| 2020/21 |  |  |  |    | -  |   |  | Derde Afdeling ACFF A        | -  | Competitie na vier speeldagen stopgezet vanwege COVID-19-virus. |
| 2021/22 |  |  |  |    | 2  |   |  | Derde Afdeling ACFF A        | 49 | Verlies in de eindronde voor promotie van RFCB Sprimont.        |
| 2022/23 |  |  |  |    | 8  |   |  | Derde Afdeling ACFF A        | 42 | Verlies in de eindronde voor promotie van RSC Habay-la-Neuve.   |
| 2023/24 |  |  |  |    | 3  |   |  | Derde Afdeling ACFF A        | 60 |                                                                 |
| 2024/25 |  |  |  | 11 |    |   |  | Tweede afdeling ACFF         | 43 |                                                                 |
| 2025/26 |  |  |  |    |    |   |  | Tweede Afdeling ACFF         |    |                                                                 |

## Bekende spelers
- Yassine El Ghanassy (jeugd)